# Squire Yarrow
Squire Yarrow (Squire Stevens Yarrow; * 28. Juli 1905 im Metropolitan Borough of Hackney; † 11. April 1984) war ein britischer Marathonläufer.
1938 wurde er Zweiter beim Polytechnic Marathon in 2:42:35 h und gewann Silber bei den Europameisterschaften in Paris in 2:39:03 h.
1939 wurde er mit seiner persönlichen Bestzeit von 2:37:50 h Englischer Vizemeister und 1940 erneut Zweiter beim Polytechnic Marathon.
1946 wurde er beim Polytechnic Marathon Fünfter in 2:43:27 h und siegte bei der englischen Meisterschaft in 2:43:15 h. Bei den Europameisterschaften in Oslo wurde er auf einer zwei Kilometer zu kurzen Strecke Siebter in 2:30:40 h.
1978 wurde er als Nachfolger von Harold Abrahams Präsident der Amateur Athletic Association.